# NGC 1091
NGC 1091 is een balkspiraalstelsel in het sterrenbeeld Eridanus. Het hemelobject werd in 1886 ontdekt door de Amerikaanse astronoom Francis Preserved Leavenworth.

## Synoniemen
- PGC 10424
- ESO 546-16
- MCG -3-8-13
- HCG 21E